# Team 60
El Team 60 (en español: «Equipo 60») es un equipo de demostración acrobática de la Fuerza Aérea Sueca (Flygvapnet) constituido en 1974, y que opera seis aviones Saab 105.

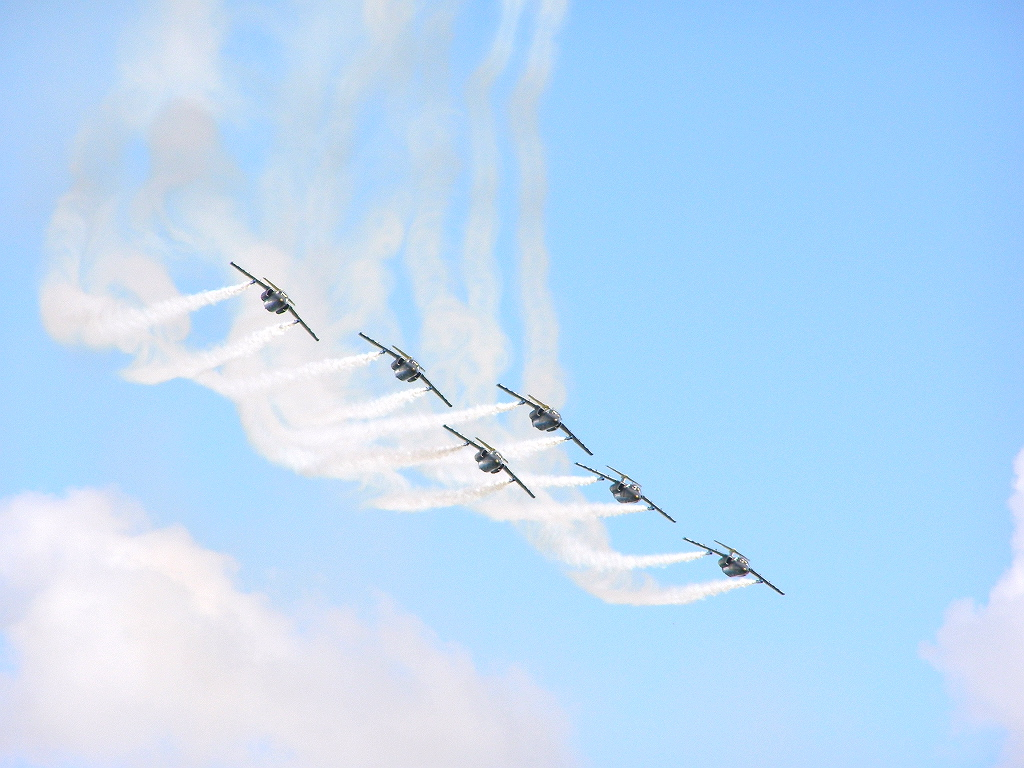
El Team 60 realizando una exhibición aérea.

## Aviones utilizados
| Avión    | Número | Periodo           |
| -------- | ------ | ----------------- |
| Saab 105 | 4      | 1974 — 1975       |
| Saab 105 | 6      | 1975 — actualidad |